# 唐纳德·E·英格伯
唐纳德·E·英格伯（英語：Donald E. Ingber，1956年5月1日—）是一位美国细胞生物学家和生物工程学工程师，哈佛医学院和工程与应用科学学院教授，美国医学与生物工程院、美国国家工程院、美国国家医学院和美国文理科学院院士。